# Chabanière
Chabanière é uma comuna francesa na região administrativa de Auvérnia-Ródano-Alpes, no departamento do Ródano. Estende-se por uma área de 34.87 km². Em 2010 a comuna tinha 4 305 habitantes (densidade: 123,5 hab./km²).
Foi criada em 1 de janeiro de 2017, a partir da fusão das antigas comunas de Saint-Maurice-sur-Dargoire (sede da comuna), Saint-Didier-sous-Riverie e Saint-Sorlin.